# 新吉駅 (京畿道)
新吉駅（シンギルえき）は、大韓民国京畿道安山市檀園区にかつて存在した水仁線の鉄道駅である。

## 歴史
- 1937年8月5日：開業[1]。
- 日時不明：廃駅。
- 2000年12月8日：同じ地点に安山線の新吉温泉駅が開業。